# Pastel de Belém
Los pasteles de Belém (en portugués, pastéis de Belém), también llamados pastéis de nata, son una de las especialidades más características de la cocina portuguesa. Son unas tartaletas de unos ocho centímetros de diámetro, hechas con hojaldre y crema de huevo.
Tanto la pasta como la crema comienzan a elaborarse a puerta cerrada, en el llamado «taller del secreto» (oficina do segredo), en un proceso que dura dos días. La pasta es de hojaldre, mientras que la crema tiene una base fundamental de yema de huevo, leche y azúcar. Se comen tanto en caliente como en frío.

## Historia

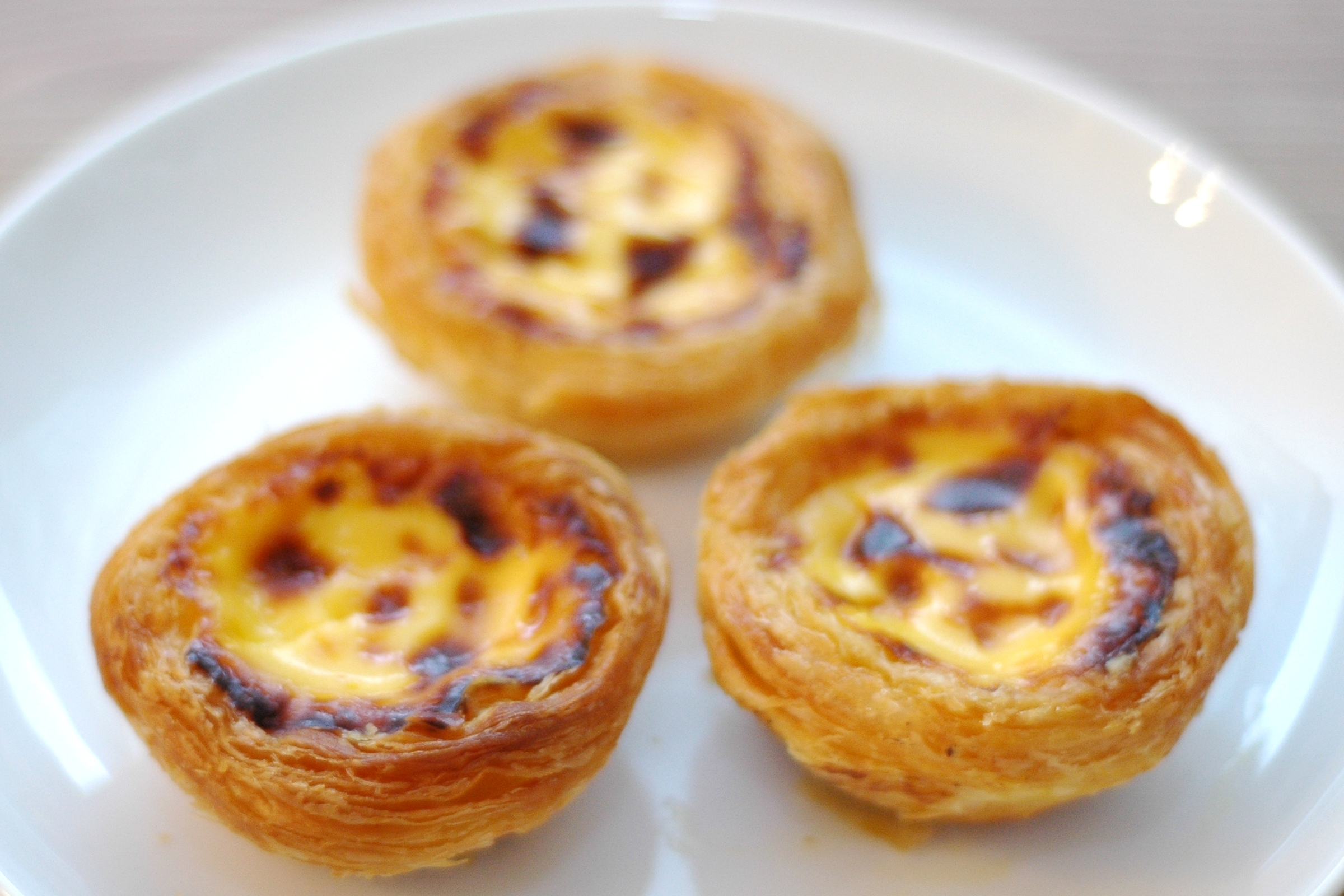
Pasteles de nata

Se cree que fueron creadas con anterioridad al siglo XVIII por los monjes católicos jerónimos del Monasterio de Santa María de Belén, situado en la freguesia homónima, a las afueras de la capital portuguesa, Lisboa. Como consecuencia de la revolución liberal portuguesa de 1820, en 1834 se cerró el monasterio. El panadero del convento, de pronto en el paro, decidió venderle la receta al empresario portugués Domingos Rafael Alves.
En un primer momento se pusieron a la venta los pasteles elaborados conforme a la receta del monasterio, en un ingenio de caña de azúcar situado a pocos metros de los Jerónimos. En 1837 se abren unas instalaciones anexas al ingenio que se transforman en la pastelería Casa Pastéis de Belém. Desde entonces, en este local se viene trabajando ininterrumpidamente tanto para la venta como para el consumo allí mismo de los pasteles, que se acompañan de azúcar y canela en polvo espolvoreados. La pastelería sigue siendo propiedad de los descendientes de Alves.
Tanto la receta original como el nombre de pastéis de Belém están registrados. La Casa Pastéis de Belém elabora diariamente unas 20 000 tortitas, pudiendo llegar a las 50 000 en épocas de alta demanda.

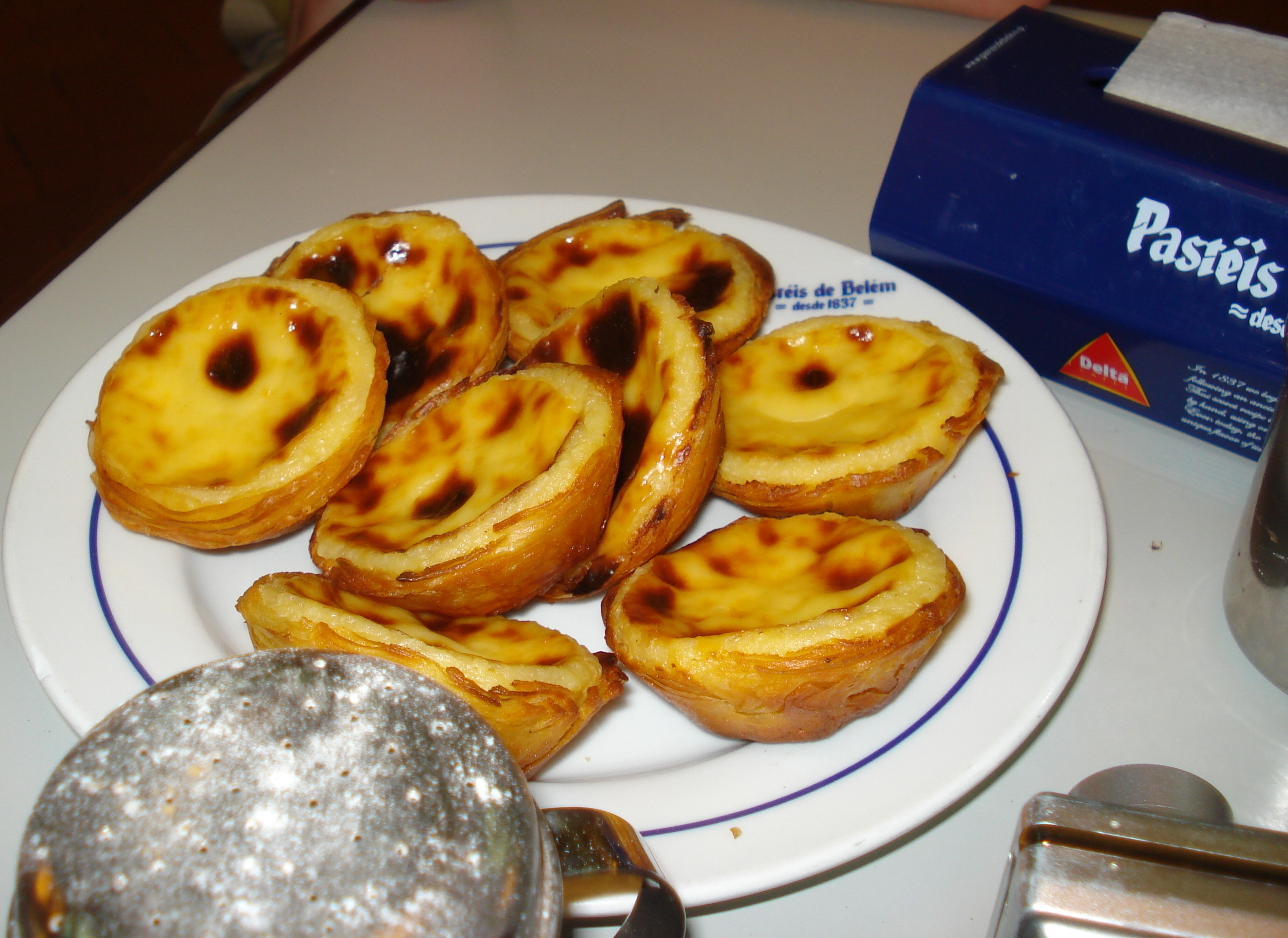
Pasteles de Belém en Lisboa

Los pasteles de Belém representaron a Portugal en la iniciativa cultural del Café Europe, desarrollada en el Día de Europa de 2006 durante la presidencia austriaca de la Unión Europea, igual que España estuvo representada por la Tarta de Santiago.
Los pasteles de Belém son muy populares en China, a donde llegaron a través de Macao en los tiempos en los que esta ciudad era una colonia portuguesa. En chino, los pasteles de Belém han sido llamados po ta (葡撻) que viene a significar algo así como pastel de huevo.